# Serie A1 2022-2023 (pallavolo)
La Serie A1 2022-2023, 78ª edizione della massima serie del campionato italiano di pallavolo femminile, si è svolto dal 22 ottobre 2022 al 15 maggio 2023: al torneo hanno partecipato quattordici squadre di club italiane e la vittoria finale è andata per la sesta volta, la quinta consecutiva, all'Imoco.

## Regolamento

### Formula
La formula ha previsto:
- Regular season, disputata con girone all'italiana, con gare di andata e ritorno, per un totale di ventisei giornate: le prime otto classificate hanno acceduto ai play-off scudetto, le classificate dal nono al dodicesimo posto hanno acceduto ai play-off Challenge Cup, mentre le ultime due classificate sono retrocesse in Serie A2.
- Play-off scudetto, disputati con:
  - Quarti di finale e semifinali, giocate al meglio di due vittorie su tre gare: le quattro eliminate ai quarti di finale hanno acceduto alla fase a gironi dei play-off Challenge Cup.
  - Finale, giocata al meglio di tre vittorie su cinque gare.
- Play-off Challenge Cup, disputati con:
  - Primo turno, a cui hanno partecipato le classificate dal nono al dodicesimo posto della regular season, giocato al meglio di due vittorie su tre gare.
  - Fase a gironi, disputata con girone all'italiana, con gare di sola andata, per un totale di tre giornate: la prima classificata di ogni girone ha acceduto alla finale.
  - Finale, giocata con gara unica: la vincitrice si è qualificata per la Challenge Cup[2].

### Criteri di classifica
Se il risultato finale è stato di 3-0 o 3-1 sono stati assegnati 3 punti alla squadra vincente e 0 a quella sconfitta, se il risultato finale è stato di 3-2 sono stati assegnati 2 punti alla squadra vincente e 1 a quella sconfitta.
L'ordine del posizionamento in classifica è stato definito in base a:
- Punti;
- Numero di partite vinte;
- Ratio dei set vinti/persi;
- Ratio dei punti realizzati/subiti.

## Squadre partecipanti
| Club                  | Stagione | Città         | Impianto               | Stagione precedente                                        |
| --------------------- | -------- | ------------- | ---------------------- | ---------------------------------------------------------- |
| AGIL                  | dettagli | Novara        | PalaTerdoppio          | 2ª in Serie A1; semifinali play-off scudetto               |
| Bergamo 1991          | dettagli | Bergamo       | Palazzetto dello sport | 12ª in Serie A1                                            |
| Casalmaggiore         | dettagli | Casalmaggiore | PalaRadi               | 11ª in Serie A1                                            |
| Chieri '76            | dettagli | Chieri        | PalaMaddalene          | 6ª in Serie A1; quarti di finale play-off scudetto         |
| Cuneo Granda          | dettagli | Cuneo         | PalaCastagnaretta      | 7ª in Serie A1; quarti di finale play-off scudetto         |
| Firenze               | dettagli | Firenze       | PalaWanny              | 8ª in Serie A1; quarti di finale play-off scudetto         |
| Helvia Recina         | dettagli | Macerata      | PalaFontescodella      | 2ª in Serie A2 (girone A); vincitrice play-off promozione  |
| Imoco                 | dettagli | Conegliano    | PalaVerde              | 1ª in Serie A1; campione d'Italia                          |
| Megavolley            | dettagli | Vallefoglia   | PalaCarneroli          | 9ª in Serie A1                                             |
| Pinerolo              | dettagli | Pinerolo      | Palazzetto dello Sport | 1ª in Serie A2 (girone A); vincitrice spareggio promozione |
| Pro Victoria          | dettagli | Monza         | Arena di Monza         | 3ª in Serie A1; finale play-off scudetto                   |
| Savino Del Bene       | dettagli | Scandicci     | PalaWanny              | 4ª in Serie A1; semifinali play-off scudetto               |
| UYBA                  | dettagli | Busto Arsizio | PalaPiantanida         | 5ª in Serie A1; quarti di finale play-off scudetto         |
| Wealth Planet Perugia | dettagli | Perugia       | PalaEvangelisti        | 10ª in Serie A1                                            |

## Torneo

### Regular season

#### Risultati
| Prima giornata |                                         |     |                                   |
|                |                                         |     |                                   |
| 23-10          | Imoco - Bergamo 1991                    | 3-0 | 25-14, 25-21, 25-18               |
| 23-10          | AGIL - Helvia Recina                    | 3-0 | 25-15, 25-10, 25-21               |
| 23-10          | Pro Victoria - Pinerolo                 | 3-1 | 25-16, 25-17, 27-29, 25-13        |
| 23-10          | Chieri '76 - Casalmaggiore              | 3-0 | 25-14, 25-17, 25-12               |
| 23-10          | Firenze - UYBA                          | 2-3 | 25-16, 17-25, 25-16, 21-25, 10-15 |
| 23-10          | Megavolley - Cuneo Granda               | 3-2 | 20-25, 23-25, 25-18, 25-23, 15-12 |
| 23-10          | Wealth Planet Perugia - Savino Del Bene | 0-3 | 17-25, 24-26, 21-25               |

| Seconda giornata |                                       |     |                                   |
|                  |                                       |     |                                   |
| 26-10            | Savino Del Bene - Megavolley          | 3-0 | 25-18, 25-14, 25-16               |
| 26-10            | UYBA - Imoco                          | 2-3 | 23-25, 18-25, 25-22, 25-22, 10-15 |
| 27-10            | Cuneo Granda - Chieri '76             | 0-3 | 18-25, 20-25, 14-25               |
| 26-10            | Casalmaggiore - Pro Victoria          | 2-3 | 25-27, 21-25, 25-21, 26-24, 10-15 |
| 26-10            | Bergamo 1991 - Firenze                | 3-0 | 25-19, 25-17, 27-25               |
| 26-10            | Pinerolo - AGIL                       | 2-3 | 17-25, 25-22, 30-28, 23-25, 11-15 |
| 26-10            | Helvia Recina - Wealth Planet Perugia | 3-1 | 25-21, 25-17, 22-25, 25-19        |

| Terza giornata |                              |     |                     |
|                |                              |     |                     |
| 29-10          | AGIL - Savino Del Bene       | 3-0 | 25-17, 25-19, 25-18 |
| 30-10          | Pro Victoria - Bergamo 1991  | 3-0 | 25-22, 25-22, 25-21 |
| 30-10          | Chieri '76 - Helvia Recina   | 3-0 | 25-15, 25-16, 25-17 |
| 30-10          | Cuneo Granda - Casalmaggiore | 0-3 | 17-25, 20-25, 21-25 |
| 30-10          | Firenze - Pinerolo           | 3-0 | 25-10, 25-20, 25-18 |
| 30-10          | Megavolley - Imoco           | 0-3 | 13-25, 18-25, 25-27 |
| 30-10          | Wealth Planet Perugia - UYBA | 3-0 | 25-21, 25-21, 25-17 |

| Quarta giornata |                                      |     |                                   |
|                 |                                      |     |                                   |
| 02-11           | Imoco - Chieri '76                   | 3-0 | 25-19, 25-21, 25-22               |
| 02-11           | Savino Del Bene - Casalmaggiore      | 3-0 | 28-26, 25-23, 25-20               |
| 02-11           | UYBA - AGIL                          | 0-3 | 15-25, 19-25, 20-25               |
| 02-11           | Wealth Planet Perugia - Pro Victoria | 2-3 | 25-23, 20-25, 25-22, 27-29, 10-15 |
| 09-11           | Bergamo 1991 - Cuneo Granda          | 2-3 | 28-26, 22-25, 25-27, 25-22, 13-15 |
| 02-11           | Pinerolo - Megavolley                | 1-3 | 20-25, 25-19, 16-25, 22-25        |
| 02-11           | Helvia Recina - Firenze              | 0-3 | 11-25, 20-25, 16-25               |

| Quinta giornata |                                       |     |                            |
|                 |                                       |     |                            |
| 06-11           | AGIL - Bergamo 1991                   | 3-1 | 18-25, 25-21, 25-19, 25-21 |
| 05-11           | Pro Victoria - Helvia Recina          | 3-0 | 25-23, 25-17, 25-23        |
| 06-11           | Chieri '76 - Firenze                  | 3-0 | 25-22, 25-14, 25-12        |
| 05-11           | Cuneo Granda - Imoco                  | 1-3 | 25-21, 18-25, 24-26, 19-25 |
| 06-11           | Megavolley - UYBA                     | 3-0 | 25-18, 25-18, 25-21        |
| 06-11           | Casalmaggiore - Wealth Planet Perugia | 3-0 | 25-21, 25-16, 25-14        |
| 06-11           | Pinerolo - Savino Del Bene            | 1-3 | 13-25, 18-25, 25-22, 8-25  |

| Sesta giornata |                                  |     |                                   |
|                |                                  |     |                                   |
| 13-11          | Imoco - Casalmaggiore            | 3-1 | 25-19, 22-25, 25-17, 25-10        |
| 12-11          | AGIL - Chieri '76                | 0-3 | 16-25, 18-25, 23-25               |
| 12-11          | Pro Victoria - Megavolley        | 3-0 | 25-19, 25-10, 25-18               |
| 13-11          | Firenze - Cuneo Granda           | 2-3 | 25-20, 23-25, 25-16, 21-25, 12-15 |
| 13-11          | Wealth Planet Perugia - Pinerolo | 3-2 | 25-21, 25-18, 23-25, 19-25, 15-10 |
| 13-11          | Bergamo 1991 - UYBA              | 3-1 | 22-25, 25-14, 25-19, 25-23        |
| 13-11          | Helvia Recina - Savino Del Bene  | 0-3 | 18-25, 11-25, 21-25               |

| Settima giornata |                                      |     |                                  |
|                  |                                      |     |                                  |
| 16-11            | Savino Del Bene - Pro Victoria       | 2-3 | 25-23, 21-25, 25-20, 24-26, 8-15 |
| 16-11            | UYBA - Chieri '76                    | 1-3 | 14-25, 23-25, 25-20, 18-25       |
| 16-11            | Cuneo Granda - Helvia Recina         | 3-0 | 25-22, 25-16, 25-20              |
| 16-11            | Megavolley - Firenze                 | 0-3 | 20-25, 25-27, 11-25              |
| 16-11            | Wealth Planet Perugia - Bergamo 1991 | 0-3 | 21-25, 22-25, 13-25              |
| 16-11            | Casalmaggiore - AGIL                 | 2-3 | 24-26, 25-22, 27-25, 13-25, 8-15 |
| 16-11            | Pinerolo - Imoco                     | 0-3 | 21-25, 20-25, 12-25              |

| Ottava giornata |                                      |     |                                   |
|                 |                                      |     |                                   |
| 20-11           | Imoco - Pro Victoria                 | 3-1 | 25-14, 25-23, 20-25, 25-16        |
| 20-11           | AGIL - Firenze                       | 3-0 | 25-19, 25-23, 25-22               |
| 20-11           | UYBA - Pinerolo                      | 3-0 | 31-29, 25-21, 25-13               |
| 20-11           | Chieri '76 - Savino Del Bene         | 1-3 | 25-21, 20-25, 21-25, 23-25        |
| 20-11           | Cuneo Granda - Wealth Planet Perugia | 3-2 | 24-26, 24-26, 25-19, 25-20, 15-11 |
| 19-11           | Casalmaggiore - Helvia Recina        | 3-1 | 25-16, 25-22, 19-25, 27-25        |
| 20-11           | Bergamo 1991 - Megavolley            | 3-1 | 20-25, 25-22, 25-21, 25-21        |

| Nona giornata |                                 |     |                                   |
|               |                                 |     |                                   |
| 09-11         | AGIL - Imoco                    | 0-3 | 25-27, 11-25, 23-25               |
| 27-11         | Pro Victoria - Chieri '76       | 3-1 | 25-21, 25-19, 23-25, 25-21        |
| 27-11         | Savino Del Bene - UYBA          | 2-3 | 18-25, 25-20, 25-23, 11-25, 12-15 |
| 27-11         | Firenze - Wealth Planet Perugia | 3-1 | 25-17, 18-25, 25-18, 25-20        |
| 27-11         | Megavolley - Casalmaggiore      | 2-3 | 25-20, 25-22, 24-26, 18-25, 12-15 |
| 27-11         | Pinerolo - Cuneo Granda         | 0-3 | 22-25, 21-25, 18-25               |
| 27-11         | Helvia Recina - Bergamo 1991    | 3-2 | 25-18, 25-18, 19-25, 16-25, 15-13 |

| Decima giornata |                              |     |                            |
|                 |                              |     |                            |
| 04-12           | Imoco - Savino Del Bene      | 0-3 | 23-25, 22-25, 19-25        |
| 04-12           | UYBA - Helvia Recina         | 3-0 | 25-20, 25-16, 33-31        |
| 04-12           | Chieri '76 - Megavolley      | 3-0 | 25-21, 25-16, 25-20        |
| 04-12           | Cuneo Granda - Pro Victoria  | 0-3 | 19-25, 19-25, 22-25        |
| 04-12           | Firenze - Casalmaggiore      | 1-3 | 18-25, 25-22, 20-25, 17-25 |
| 03-12           | Wealth Planet Perugia - AGIL | 1-3 | 20-25, 15-25, 25-23, 26-28 |
| 04-12           | Bergamo 1991 - Pinerolo      | 3-1 | 25-21, 24-26, 25-20, 25-23 |

| Undicesima giornata |                                    |     |                                   |
|                     |                                    |     |                                   |
| 23-11               | Imoco - Firenze                    | 3-1 | 25-18, 20-25, 25-18, 28-26        |
| 11-12               | Pro Victoria - AGIL                | 2-3 | 19-25, 16-25, 25-22, 25-19, 11-15 |
| 11-12               | Savino Del Bene - Cuneo Granda     | 3-0 | 25-20, 25-22, 25-16               |
| 10-12               | Chieri '76 - Bergamo 1991          | 1-3 | 25-15, 21-25, 22-25, 21-25        |
| 11-12               | Megavolley - Wealth Planet Perugia | 3-0 | 25-20, 25-22, 25-16               |
| 11-12               | Casalmaggiore - UYBA               | 3-2 | 25-21, 19-25, 23-25, 25-20, 15-11 |
| 11-12               | Helvia Recina - Pinerolo           | 2-3 | 25-23, 11-25, 25-21, 15-25, 12-15 |

| Dodicesima giornata |                                    |     |                                   |
|                     |                                    |     |                                   |
| 17-12               | AGIL - Megavolley                  | 3-0 | 25-16, 25-19, 25-18               |
| 18-12               | UYBA - Cuneo Granda                | 3-1 | 22-25, 25-20, 25-22, 25-22        |
| 18-12               | Firenze - Pro Victoria             | 0-3 | 19-25, 25-27, 21-25               |
| 18-12               | Wealth Planet Perugia - Chieri '76 | 0-3 | 19-25, 16-25, 18-25               |
| 18-12               | Bergamo 1991 - Savino Del Bene     | 1-3 | 15-25, 15-25, 25-15, 18-25        |
| 19-12               | Pinerolo - Casalmaggiore           | 3-2 | 18-25, 26-28, 26-24, 25-17, 15-13 |
| 30-11               | Helvia Recina - Imoco              | 0-3 | 23-25, 16-25, 11-25               |

| Tredicesima giornata |                               |     |                                   |
|                      |                               |     |                                   |
| 26-12                | Imoco - Wealth Planet Perugia | 3-0 | 25-19, 25-21, 25-11               |
| 26-12                | Pro Victoria - UYBA           | 3-0 | 25-19, 25-13, 25-18               |
| 26-12                | Savino Del Bene - Firenze     | 3-1 | 25-23, 25-15, 21-25, 25-21        |
| 26-12                | Chieri '76 - Pinerolo         | 3-1 | 25-23, 21-25, 25-15, 25-15        |
| 26-12                | Cuneo Granda - AGIL           | 3-2 | 25-21, 25-27, 25-21, 17-25, 15-12 |
| 26-12                | Megavolley - Helvia Recina    | 3-0 | 25-16, 25-21, 25-17               |
| 26-12                | Casalmaggiore - Bergamo 1991  | 3-0 | 25-22, 25-19, 25-23               |

| Quattordicesima giornata |                                         |     |                                   |
|                          |                                         |     |                                   |
| 07-01                    | Bergamo 1991 - Imoco                    | 0-3 | 21-25, 17-25, 26-28               |
| 07-01                    | Helvia Recina - AGIL                    | 1-3 | 21-25, 18-25, 26-24, 18-25        |
| 08-01                    | Pinerolo - Pro Victoria                 | 0-3 | 22-25, 21-25, 21-25               |
| 06-01                    | Casalmaggiore - Chieri '76              | 2-3 | 25-19, 19-25, 17-25, 25-20, 12-15 |
| 07-01                    | UYBA - Firenze                          | 3-0 | 25-20, 25-19, 25-20               |
| 08-01                    | Cuneo Granda - Megavolley               | 2-3 | 21-25, 25-21, 17-25, 25-19, 7-15  |
| 07-01                    | Savino Del Bene - Wealth Planet Perugia | 3-0 | 25-13, 25-17, 25-19               |

| Quindicesima giornata |                                       |     |                                   |
|                       |                                       |     |                                   |
| 15-01                 | Megavolley - Savino Del Bene          | 1-3 | 25-21, 19-25, 18-25, 19-25        |
| 15-01                 | Imoco - UYBA                          | 3-1 | 23-25, 25-18, 25-18, 25-22        |
| 14-01                 | Chieri '76 - Cuneo Granda             | 3-1 | 25-21, 25-20, 22-25, 25-22        |
| 15-01                 | Pro Victoria - Casalmaggiore          | 2-3 | 17-25, 25-11, 22-25, 26-24, 10-15 |
| 15-01                 | Firenze - Bergamo 1991                | 3-2 | 21-25, 25-20, 22-25, 25-19, 15-10 |
| 14-01                 | AGIL - Pinerolo                       | 3-0 | 25-12, 25-17, 25-22               |
| 14-01                 | Wealth Planet Perugia - Helvia Recina | 3-2 | 25-16, 25-18, 23-25, 24-26, 15-9  |

| Sedicesima giornata |                              |     |                                   |
|                     |                              |     |                                   |
| 21-01               | Savino Del Bene - AGIL       | 2-3 | 32-30, 25-27, 22-25, 25-18, 8-15  |
| 22-01               | Bergamo 1991 - Pro Victoria  | 3-2 | 14-25, 25-17, 23-25, 25-19, 16-14 |
| 22-01               | Helvia Recina - Chieri '76   | 0-3 | 12-25, 18-25, 22-25               |
| 22-01               | Casalmaggiore - Cuneo Granda | 3-1 | 26-24, 17-25, 25-20, 25-22        |
| 22-01               | Pinerolo - Firenze           | 2-3 | 25-20, 25-21, 16-25, 23-25, 15-17 |
| 21-01               | Imoco - Megavolley           | 3-1 | 25-27, 25-18, 25-17, 25-20        |
| 21-01               | UYBA - Wealth Planet Perugia | 3-0 | 25-17, 25-14, 25-19               |

| Diciassettesima giornata |                                      |     |                                   |
|                          |                                      |     |                                   |
| 05-02                    | Chieri '76 - Imoco                   | 2-3 | 27-25, 25-21, 21-25, 17-25, 9-15  |
| 04-02                    | Casalmaggiore - Savino Del Bene      | 1-3 | 25-17, 21-25, 22-25, 21-25        |
| 04-02                    | AGIL - UYBA                          | 3-2 | 17-25, 26-24, 23-25, 26-24, 15-10 |
| 04-02                    | Pro Victoria - Wealth Planet Perugia | 3-1 | 24-26, 25-20, 26-24, 25-11        |
| 05-02                    | Cuneo Granda - Bergamo 1991          | 2-3 | 20-25, 25-19, 25-16, 23-25, 10-15 |
| 05-02                    | Megavolley - Pinerolo                | 3-1 | 29-27, 15-25, 28-26, 25-16        |
| 05-02                    | Firenze - Helvia Recina              | 3-0 | 25-23, 25-18, 25-23               |

| Diciottesima giornata |                                       |     |                            |
|                       |                                       |     |                            |
| 12-02                 | Bergamo 1991 - AGIL                   | 3-1 | 25-21, 25-20, 14-25, 25-19 |
| 11-02                 | Helvia Recina - Pro Victoria          | 0-3 | 14-25, 23-25, 21-25        |
| 12-02                 | Firenze - Chieri '76                  | 3-0 | 25-16, 25-14, 26-24        |
| 12-02                 | Imoco - Cuneo Granda                  | 3-0 | 25-19, 25-21, 25-14        |
| 12-02                 | UYBA - Megavolley                     | 3-0 | 25-18, 27-25, 25-12        |
| 12-02                 | Wealth Planet Perugia - Casalmaggiore | 3-0 | 25-18, 25-20, 25-22        |
| 13-02                 | Savino Del Bene - Pinerolo            | 3-1 | 25-18, 23-25, 25-22, 25-16 |

| Diciannovesima giornata |                                  |     |                                   |
|                         |                                  |     |                                   |
| 19-02                   | Casalmaggiore - Imoco            | 0-3 | 23-25, 13-25, 24-26               |
| 18-02                   | Chieri '76 - AGIL                | 3-1 | 25-22, 14-25, 25-15, 28-26        |
| 19-02                   | Megavolley - Pro Victoria        | 1-3 | 25-20, 15-25, 21-25, 22-25        |
| 21-02                   | Cuneo Granda - Firenze           | 2-3 | 25-18, 22-25, 25-19, 20-25, 15-17 |
| 18-02                   | Pinerolo - Wealth Planet Perugia | 3-1 | 23-25, 25-19, 25-17, 25-14        |
| 19-02                   | UYBA - Bergamo 1991              | 3-0 | 25-17, 25-16, 25-22               |
| 18-02                   | Savino Del Bene - Helvia Recina  | 3-1 | 20-25, 25-17, 25-17, 25-21        |

| Ventesima giornata |                                      |     |                                   |
|                    |                                      |     |                                   |
| 26-02              | Pro Victoria - Savino Del Bene       | 2-3 | 22-25, 28-26, 22-25, 25-21, 7-15  |
| 26-02              | Chieri '76 - UYBA                    | 3-1 | 20-25, 25-20, 25-23, 25-22        |
| 26-02              | Helvia Recina - Cuneo Granda         | 0-3 | 21-25, 17-25, 20-25               |
| 25-02              | Firenze - Megavolley                 | 2-3 | 21-25, 23-25, 25-23, 25-22, 13-15 |
| 26-02              | Bergamo 1991 - Wealth Planet Perugia | 3-0 | 25-21, 25-15, 25-21               |
| 26-02              | AGIL - Casalmaggiore                 | 3-2 | 25-17, 22-25, 14-25, 25-20, 15-10 |
| 26-02              | Imoco - Pinerolo                     | 3-2 | 22-25, 25-22, 25-22, 23-25, 15-12 |

| Ventunesima giornata |                                      |     |                                   |
|                      |                                      |     |                                   |
| 05-03                | Pro Victoria - Imoco                 | 0-3 | 23-25, 15-25, 23-25               |
| 06-03                | Firenze - AGIL                       | 2-3 | 25-22, 20-25, 25-22, 23-25, 12-15 |
| 05-03                | Pinerolo - UYBA                      | 1-3 | 25-16, 20-25, 21-25, 22-25        |
| 05-03                | Savino Del Bene - Chieri '76         | 3-0 | 25-21, 25-20, 25-20               |
| 05-03                | Wealth Planet Perugia - Cuneo Granda | 2-3 | 25-22, 26-24, 17-25, 23-25, 10-15 |
| 05-03                | Helvia Recina - Casalmaggiore        | 1-3 | 25-21, 18-25, 10-25, 17-25        |
| 05-03                | Megavolley - Bergamo 1991            | 3-1 | 25-22, 25-11, 17-25, 25-12        |

| Ventiduesima giornata |                                 |     |                            |
|                       |                                 |     |                            |
| 11-03                 | Imoco - AGIL                    | 3-1 | 22-25, 25-23, 25-19, 25-13 |
| 11-03                 | Chieri '76 - Pro Victoria       | 0-3 | 23-25, 20-25, 18-25        |
| 08-03                 | UYBA - Savino Del Bene          | 0-3 | 23-25, 23-25, 19-25        |
| 11-03                 | Wealth Planet Perugia - Firenze | 3-1 | 25-15, 27-25, 17-25, 25-20 |
| 12-03                 | Casalmaggiore - Megavolley      | 3-0 | 25-18, 26-24, 25-21        |
| 12-03                 | Cuneo Granda - Pinerolo         | 3-1 | 16-25, 25-19, 28-26, 25-22 |
| 12-03                 | Bergamo 1991 - Helvia Recina    | 3-0 | 25-20, 25-22, 25-20        |

| Ventitreesima giornata |                              |     |                                   |
|                        |                              |     |                                   |
| 19-03                  | Savino Del Bene - Imoco      | 1-3 | 19-25, 17-25, 25-20, 20-25        |
| 19-03                  | Helvia Recina - UYBA         | 3-1 | 22-25, 25-20, 25-16, 26-24        |
| 18-03                  | Megavolley - Chieri '76      | 1-3 | 25-15, 22-25, 18-25, 21-25        |
| 18-03                  | Pro Victoria - Cuneo Granda  | 3-0 | 25-22, 25-17, 25-15               |
| 18-03                  | Casalmaggiore - Firenze      | 3-2 | 25-19, 19-25, 25-21, 19-25, 17-15 |
| 19-03                  | AGIL - Wealth Planet Perugia | 3-0 | 25-17, 25-22, 25-14               |
| 19-03                  | Pinerolo - Bergamo 1991      | 3-0 | 25-15, 25-15, 25-20               |

| Ventiquattresima giornata |                                    |     |                                   |
|                           |                                    |     |                                   |
| 26-03                     | Firenze - Imoco                    | 0-3 | 15-25, 20-25, 17-25               |
| 26-03                     | AGIL - Pro Victoria                | 1-3 | 25-17, 20-25, 21-25, 21-25        |
| 25-03                     | Cuneo Granda - Savino Del Bene     | 2-3 | 19-25, 25-22, 17-25, 25-23, 13-15 |
| 26-03                     | Bergamo 1991 - Chieri '76          | 1-3 | 27-29, 19-25, 25-21, 19-25        |
| 26-03                     | Wealth Planet Perugia - Megavolley | 2-3 | 27-25, 21-25, 23-25, 25-17, 13-15 |
| 26-03                     | UYBA - Casalmaggiore               | 3-1 | 22-25, 25-21, 25-19, 25-21        |
| 26-03                     | Pinerolo - Helvia Recina           | 3-2 | 24-26, 19-25, 25-15, 25-22, 15-12 |

| Venticinquesima giornata |                                    |     |                                   |
|                          |                                    |     |                                   |
| 01-04                    | Megavolley - AGIL                  | 1-3 | 25-16, 21-25, 20-25, 21-25        |
| 01-04                    | Cuneo Granda - UYBA                | 2-3 | 22-25, 26-24, 25-19, 22-25, 12-15 |
| 01-04                    | Pro Victoria - Firenze             | 3-0 | 25-11, 25-23, 25-22               |
| 02-04                    | Chieri '76 - Wealth Planet Perugia | 3-0 | 25-19, 25-20, 25-20               |
| 02-04                    | Savino Del Bene - Bergamo 1991     | 3-0 | 25-15, 25-14, 25-15               |
| 02-04                    | Casalmaggiore - Pinerolo           | 1-3 | 17-25, 28-26, 21-25, 19-25        |
| 01-04                    | Imoco - Helvia Recina              | 3-0 | 25-15, 25-22, 25-21               |

| Ventiseiesima giornata |                               |     |                                  |
|                        |                               |     |                                  |
| 08-04                  | Wealth Planet Perugia - Imoco | 0-3 | 21-25, 15-25, 20-25              |
| 08-04                  | UYBA - Pro Victoria           | 0-3 | 22-25, 11-25, 19-25              |
| 08-04                  | Firenze - Savino Del Bene     | 2-3 | 21-25, 14-25, 25-20, 26-24, 7-15 |
| 08-04                  | Pinerolo - Chieri '76         | 1-3 | 20-25, 21-25, 25-20, 23-25       |
| 08-04                  | AGIL - Cuneo Granda           | 3-1 | 21-25, 25-19, 25-21, 25-17       |
| 08-04                  | Helvia Recina - Megavolley    | 0-3 | 22-25, 24-26, 17-25              |
| 08-04                  | Bergamo 1991 - Casalmaggiore  | 3-1 | 26-24, 26-24, 18-25, 25-17       |

#### Classifica
| Pos. | Squadra               | Pt | G  | V  | P  | SV | SP | Ratio | PF    | PS    | Ratio |
| ---- | --------------------- | -- | -- | -- | -- | -- | -- | ----- | ----- | ----- | ----- |
| 1.   | Imoco                 | 72 | 26 | 25 | 1  | 75 | 15 | 5,000 | 2 229 | 1 817 | 1,226 |
| 2.   | Savino Del Bene       | 63 | 26 | 21 | 5  | 70 | 29 | 2,413 | 2 286 | 2 009 | 1,137 |
| 3.   | Pro Victoria          | 61 | 26 | 20 | 6  | 69 | 29 | 2,379 | 2 263 | 2 015 | 1,123 |
| 4.   | Chieri '76            | 54 | 26 | 18 | 8  | 59 | 34 | 1,735 | 2 140 | 1 952 | 1,096 |
| 5.   | AGIL                  | 51 | 26 | 19 | 7  | 63 | 40 | 1,575 | 2 334 | 2 149 | 1,086 |
| 6.   | Casalmaggiore         | 37 | 26 | 12 | 14 | 51 | 54 | 0,944 | 2 262 | 2 303 | 0,982 |
| 7.   | Bergamo 1991          | 37 | 26 | 12 | 14 | 46 | 52 | 0,884 | 2 095 | 2 189 | 0,957 |
| 8.   | UYBA                  | 36 | 26 | 12 | 14 | 47 | 51 | 0,921 | 2 130 | 2 164 | 0,084 |
| 9.   | Megavolley            | 30 | 26 | 11 | 15 | 41 | 56 | 0,732 | 2 061 | 2 175 | 0,947 |
| 10.  | Firenze               | 30 | 26 | 9  | 17 | 43 | 58 | 0,741 | 2 146 | 2 204 | 0,973 |
| 11.  | Cuneo Granda          | 28 | 26 | 9  | 17 | 44 | 62 | 0,709 | 2 252 | 2 362 | 0,953 |
| 12.  | Pinerolo              | 19 | 26 | 6  | 20 | 36 | 68 | 0,529 | 2 190 | 2 364 | 0,926 |
| 13.  | Wealth Planet Perugia | 17 | 26 | 5  | 21 | 28 | 68 | 0,411 | 1 941 | 2 232 | 0,869 |
| 14.  | Helvia Recina         | 11 | 26 | 3  | 23 | 19 | 73 | 0,260 | 1 796 | 2 190 | 0,820 |

      Qualificata ai play-off scudetto.
      Qualificata ai play-off Challenge Cup.
      Retrocessa in Serie A2.

### Play-off scudetto

#### Tabellone
|  | Quarti di finale | Quarti di finale | Quarti di finale | Quarti di finale | Quarti di finale |   |                 | Semifinali | Semifinali   | Semifinali | Semifinali | Semifinali |   |       | Finale | Finale       | Finale | Finale | Finale | Finale | Finale |
|  |                  |                  |                  |                  |                  |   |                 |            |              |            |            |            |   |       |        |              |        |        |        |        |        |
|  | 1                | Imoco            | 3                | 3                |                  |   |                 |            |              |            |            |            |   |       |        |              |        |        |        |        |        |
|  | 1                | Imoco            | 3                | 3                |                  |   |                 |            |              |            |            |            |   |       |        |              |        |        |        |        |        |
|  | 8                | UYBA             | 0                | 0                |                  |   |                 |            |              |            |            |            |   |       |        |              |        |        |        |        |        |
|  | 8                | UYBA             | 0                | 0                |                  | 1 | Imoco           | 3          | 3            |            |            |            |   |       |        |              |        |        |        |        |        |
|  |                  |                  |                  |                  |                  | 1 | Imoco           | 3          | 3            |            |            |            |   |       |        |              |        |        |        |        |        |
|  |                  |                  |                  |                  |                  |   |                 | 5          | AGIL         | 0          | 1          |            |   |       |        |              |        |        |        |        |        |
|  | 4                | Chieri '76       | 2                | 0                |                  |   |                 | 5          | AGIL         | 0          | 1          |            |   |       |        |              |        |        |        |        |        |
|  | 4                | Chieri '76       | 2                | 0                |                  |   |                 |            |              |            |            |            |   |       |        |              |        |        |        |        |        |
|  | 5                | AGIL             | 3                | 3                |                  |   |                 |            |              |            |            |            |   |       |        |              |        |        |        |        |        |
|  | 5                | AGIL             | 3                | 3                |                  |   |                 |            |              |            |            |            | 1 | Imoco | 3      | 0            | 2      | 3      | 3      |        |        |
|  |                  |                  |                  |                  |                  |   |                 |            |              |            |            |            | 1 | Imoco | 3      | 0            | 2      | 3      | 3      |        |        |
|  |                  |                  |                  |                  |                  |   |                 |            |              |            |            |            |   |       | 3      | Pro Victoria | 2      | 3      | 3      | 0      | 1      |
|  | 2                | Savino Del Bene  | 3                | 3                |                  |   |                 |            |              |            |            |            |   |       | 3      | Pro Victoria | 2      | 3      | 3      | 0      | 1      |
|  | 2                | Savino Del Bene  | 3                | 3                |                  |   |                 |            |              |            |            |            |   |       |        |              |        |        |        |        |        |
|  | 7                | Bergamo 1991     | 0                | 0                |                  |   |                 |            |              |            |            |            |   |       |        |              |        |        |        |        |        |
|  | 7                | Bergamo 1991     | 0                | 0                |                  | 2 | Savino Del Bene | 3          | 1            | 2          |            |            |   |       |        |              |        |        |        |        |        |
|  |                  |                  |                  |                  |                  | 2 | Savino Del Bene | 3          | 1            | 2          |            |            |   |       |        |              |        |        |        |        |        |
|  |                  |                  |                  |                  |                  |   |                 | 3          | Pro Victoria | 1          | 3          | 3          |   |       |        |              |        |        |        |        |        |
|  | 3                | Pro Victoria     | 3                | 2                | 3                |   |                 | 3          | Pro Victoria | 1          | 3          | 3          |   |       |        |              |        |        |        |        |        |
|  | 3                | Pro Victoria     | 3                | 2                | 3                |   |                 |            |              |            |            |            |   |       |        |              |        |        |        |        |        |
|  | 6                | Casalmaggiore    | 2                | 3                | 1                |   |                 |            |              |            |            |            |   |       |        |              |        |        |        |        |        |
|  | 6                | Casalmaggiore    | 2                | 3                | 1                |   |                 |            |              |            |            |            |   |       |        |              |        |        |        |        |        |

#### Risultati

##### Quarti di finale
| Gara 1 |                                |     |                                   |
|        |                                |     |                                   |
| 15-04  | Imoco - UYBA                   | 3-0 | 25-18, 25-15, 25-19               |
| 19-04  | Chieri '76 - AGIL              | 2-3 | 25-17, 25-19, 22-25, 18-25, 8-15  |
| 16-04  | Savino Del Bene - Bergamo 1991 | 3-0 | 25-23, 25-21, 25-20               |
| 16-04  | Pro Victoria - Casalmaggiore   | 3-2 | 25-19, 22-25, 25-20, 18-25, 15-12 |

| Gara 2 |                                |     |                                   |
|        |                                |     |                                   |
| 18-04  | UYBA - Imoco                   | 0-3 | 15-25, 19-25, 24-26               |
| 22-04  | AGIL - Chieri '76              | 3-0 | 25-20, 25-22, 25-15               |
| 20-04  | Bergamo 1991 - Savino Del Bene | 0-3 | 18-25, 14-25, 14-25               |
| 19-04  | Casalmaggiore - Pro Victoria   | 3-2 | 30-28, 25-18, 20-25, 23-25, 15-12 |

| Gara 3 |                              |     |                            |
|        |                              |     |                            |
| 23-04  | Pro Victoria - Casalmaggiore | 3-1 | 25-21, 25-22, 22-25, 25-21 |

##### Semifinali
| Gara 1 |                                |     |                            |
|        |                                |     |                            |
| 26-04  | Imoco - AGIL                   | 3-0 | 25-16, 25-22, 26-24        |
| 27-04  | Savino Del Bene - Pro Victoria | 3-1 | 21-25, 25-12, 25-13, 25-23 |

| Gara 2 |                                |     |                            |
|        |                                |     |                            |
| 29-04  | AGIL - Imoco                   | 1-3 | 21-25, 18-25, 25-20, 23-25 |
| 30-04  | Pro Victoria - Savino Del Bene | 3-1 | 25-22, 23-25, 25-22, 25-21 |

| Gara 3 |                                |     |                                   |
|        |                                |     |                                   |
| 03-05  | Savino Del Bene - Pro Victoria | 2-3 | 21-25, 20-25, 26-24, 25-18, 10-15 |

##### Finale
| Gara 1 |                      |     |                                   |
|        |                      |     |                                   |
| 06-05  | Imoco - Pro Victoria | 3-2 | 23-25, 25-23, 23-25, 25-19, 15-11 |

| Gara 2 |                      |     |                     |
|        |                      |     |                     |
| 09-05  | Pro Victoria - Imoco | 3-0 | 25-22, 25-23, 25-18 |

| Gara 3 |                      |     |                                   |
|        |                      |     |                                   |
| 11-05  | Imoco - Pro Victoria | 2-3 | 21-25, 25-14, 25-20, 25-27, 13-15 |

| Gara 4 |                      |     |                   |
|        |                      |     |                   |
| 13-05  | Pro Victoria - Imoco | 0-3 | 24-26 20-25 17-25 |

| Gara 5 |                      |     |                            |
|        |                      |     |                            |
| 15-05  | Imoco - Pro Victoria | 3-1 | 23-25, 26-24, 25-17, 25-21 |

### Play-off Challenge Cup

#### Primo turno
| Gara 1 |                        |     |                                   |
|        |                        |     |                                   |
| 15-04  | Megavolley - Pinerolo  | 3-1 | 27-25, 23-25, 25-12, 25-21        |
| 15-04  | Firenze - Cuneo Granda | 3-2 | 22-25, 25-19, 19-25, 25-19, 15-10 |

| Gara 2 |                        |     |                            |
|        |                        |     |                            |
| 19-04  | Pinerolo - Megavolley  | 3-1 | 25-20, 19-25, 25-23, 26-24 |
| 19-04  | Cuneo Granda - Firenze | 0-3 | 16-25, 20-25, 21-25        |

| Gara 3 |                       |     |                     |
|        |                       |     |                     |
| 22-04  | Megavolley - Pinerolo | 0-3 | 21-25, 20-25, 18-25 |

#### Fase a gironi

##### Girone A

###### Risultati
| Prima giornata |                      |      |                     |
|                |                      |      |                     |
| Riposa:        | UYBA                 | UYBA | UYBA                |
| 27-04          | Chieri '76 - Firenze | 0-3  | 19-25, 18-25, 19-25 |

| Seconda giornata |                |            |                                   |
|                  |                |            |                                   |
| Riposa:          | Chieri '76     | Chieri '76 | Chieri '76                        |
| 30-04            | UYBA - Firenze | 2-3        | 25-21, 25-20, 19-25, 21-25, 13-15 |

| Terza giornata |                   |         |                                   |
|                |                   |         |                                   |
| Riposa:        | Firenze           | Firenze | Firenze                           |
| 03-05          | Chieri '76 - UYBA | 3-2     | 25-23, 21-25, 25-12, 21-25, 15-11 |

###### Classifica
| Pos. | Squadra    | Pt | G | V | P | SV | SP | Ratio | PF  | PS  | Ratio |
| ---- | ---------- | -- | - | - | - | -- | -- | ----- | --- | --- | ----- |
| 1.   | Firenze    | 5  | 2 | 2 | 0 | 6  | 2  | 3,000 | 181 | 159 | 1,138 |
| 2.   | Chieri '76 | 2  | 2 | 1 | 1 | 3  | 5  | 0,600 | 163 | 171 | 0,953 |
| 3.   | UYBA       | 2  | 2 | 0 | 2 | 4  | 6  | 0,666 | 199 | 213 | 0,934 |

      Qualificata alla finale play-off Challenge Cup.

##### Girone B

###### Risultati
| Prima giornata |                          |              |                     |
|                |                          |              |                     |
| Riposa:        | Bergamo 1991             | Bergamo 1991 | Bergamo 1991        |
| 27-04          | Casalmaggiore - Pinerolo | 3-0          | 25-18, 25-23, 25-19 |

| Seconda giornata |                         |               |                     |
|                  |                         |               |                     |
| Riposa:          | Casalmaggiore           | Casalmaggiore | Casalmaggiore       |
| 29-04            | Bergamo 1991 - Pinerolo | 3-0           | 25-20, 25-19, 25-17 |

| Terza giornata |                              |          |                     |
|                |                              |          |                     |
| Riposa:        | Pinerolo                     | Pinerolo | Pinerolo            |
| 03-05          | Casalmaggiore - Bergamo 1991 | 3-0      | 25-21, 25-23, 25-13 |

###### Classifica
| Pos. | Squadra       | Pt | G | V | P | SV | SP | Ratio | PF  | PS  | Ratio |
| ---- | ------------- | -- | - | - | - | -- | -- | ----- | --- | --- | ----- |
| 1.   | Casalmaggiore | 6  | 2 | 2 | 0 | 6  | 0  | MAX   | 150 | 117 | 1,282 |
| 2.   | Bergamo 1991  | 3  | 2 | 1 | 1 | 3  | 3  | 1,000 | 132 | 131 | 1,007 |
| 3.   | Pinerolo      | 0  | 2 | 0 | 2 | 0  | 6  | 0,000 | 116 | 150 | 0,773 |

      Qualificata alla finale play-off Challenge Cup.

#### Finale
| Gara unica |                         |     |                            |
|            |                         |     |                            |
| 07-05      | Casalmaggiore - Firenze | 3-1 | 25-23, 26-24, 29-31, 26-24 |

## Verdetti
| Squadra               | Qualificazione           |
| --------------------- | ------------------------ |
| Imoco                 | Champions League 2023-24 |
| Pro Victoria          | Champions League 2023-24 |
| Savino Del Bene       | Champions League 2023-24 |
| Chieri '76            | Coppa CEV 2023-24        |
| Casalmaggiore         | Challenge Cup 2023-24    |
| AGIL                  | WEVZA Cup 2023           |
| Helvia Recina         | Serie A2 2023-24         |
| Wealth Planet Perugia | Serie A2 2023-24         |

## Statistiche
| Rendimento individuale | Rendimento individuale | Rendimento individuale | Rendimento individuale |
| Pos.                   | Nome                   | Punti                  | Squadra                |
| ---------------------- | ---------------------- | ---------------------- | ---------------------- |
| 1                      | Isabelle Haak          | 645                    | Imoco                  |
| 2                      | Ebrar Karakurt         | 575                    | AGIL                   |
| 3                      | Britt Herbots          | 521                    | Firenze                |
| 4                      | Jordan Thompson        | 513                    | Pro Victoria           |
| 5                      | Sylvia Nwakalor        | 505                    | Firenze                |
| 6                      | Ekaterina Antropova    | 487                    | Savino Del Bene        |
| 7                      | Alexandra Frantti      | 456                    | Casalmaggiore          |
| 8                      | Kaja Grobelna          | 443                    | Chieri '76             |
| 9                      | Khalia Lanier          | 431                    | Bergamo 1991           |
| 10                     | Emilija Nikolova       | 417                    | Casalmaggiore          |

| Attacchi vincenti | Attacchi vincenti   | Attacchi vincenti | Attacchi vincenti |
| Pos.              | Nome                | Punti             | Squadra           |
| ----------------- | ------------------- | ----------------- | ----------------- |
| 1                 | Isabelle Haak       | 569               | Imoco             |
| 2                 | Ebrar Karakurt      | 481               | AGIL              |
| 3                 | Britt Herbots       | 462               | Firenze           |
| 4                 | Jordan Thompson     | 459               | Pro Victoria      |
| 5                 | Sylvia Nwakalor     | 436               | Firenze           |
| 6                 | Alexandra Frantti   | 404               | Casalmaggiore     |
| 7                 | Khalia Lanier       | 390               | Bergamo 1991      |
| 8                 | Emilija Nikolova    | 381               | Casalmaggiore     |
| 9                 | Kaja Grobelna       | 380               | Chieri '76        |
| 10                | Ekaterina Antropova | 376               | Savino Del Bene   |

| Muri vincenti | Muri vincenti      | Muri vincenti | Muri vincenti         |
| Pos.          | Nome               | Punti         | Squadra               |
| ------------- | ------------------ | ------------- | --------------------- |
| 1             | Anna Gray          | 103           | Pinerolo              |
| 2             | Juliët Lohuis      | 95            | Casalmaggiore         |
| 3             | Božana Butigan     | 93            | Bergamo 1991          |
| 4             | Raphaela Folie     | 84            | Pro Victoria          |
| 5             | Yasmina Akrari     | 81            | Pinerolo              |
| 6             | Laura Melandri     | 80            | Casalmaggiore         |
| 7             | Maja Aleksić       | 79            | Megavolley            |
| 8             | Giulia Mancini     | 72            | Megavolley            |
| 9             | Anna Danesi        | 68            | AGIL                  |
| 10            | Linda Nwakalor     | 67            | Wealth Planet Perugia |
| 10            | Katerina Zakchaiou | 67            | UYBA                  |

| Battute vincenti | Battute vincenti        | Battute vincenti | Battute vincenti |
| Pos.             | Nome                    | Punti            | Squadra          |
| ---------------- | ----------------------- | ---------------- | ---------------- |
| 1                | Ekaterina Antropova     | 53               | Savino Del Bene  |
| 2                | Ebrar Karakurt          | 45               | AGIL             |
| 3                | Federica Squarcini      | 34               | Imoco            |
| 4                | Héléna Cazaute          | 33               | Chieri '76       |
| 5                | Caterina Bosetti        | 30               | AGIL             |
| 6                | Giulia Gennari          | 28               | Bergamo 1991     |
| 6                | Kaja Grobelna           | 28               | Chieri '76       |
| 6                | Marina Lubian           | 28               | Imoco            |
| 6                | Alessia Orro            | 28               | Pro Victoria     |
| 6                | Adelina Budăi-Ungureanu | 28               | Pinerolo         |